# J. J. Hickson
James Edward "J. J." Hickson nasceu no dia 4 de setembro de 1988 na cidade de Atlanta, Georgia. É um jogador profissional de basquetebol estadunidense que atualmente joga pelo Denver Nuggets da NBA. Ele foi escolhido pelo Cleveland Cavaliers na primeira rodada da NBA Draft 2008.

## Estatísticas

### Temporada regular
| Ano     | Equipe     | PJ  | PT  | MPP  | %TC  | %3P  | %TL  | RPP  | APP | ROB | TPP | PPP  |
| ------- | ---------- | --- | --- | ---- | ---- | ---- | ---- | ---- | --- | --- | --- | ---- |
| 2008-09 | Cleveland  | 62  | 0   | 11.4 | .515 | .000 | .672 | 2.7  | .1  | .2  | .5  | 4.0  |
| 2009-10 | Cleveland  | 81  | 73  | 20.9 | .554 | .000 | .681 | 4.9  | .5  | .4  | .5  | 8.5  |
| 2010-11 | Cleveland  | 80  | 66  | 28.2 | .458 | .000 | .673 | 8.7  | 1.1 | .6  | .7  | 13.8 |
| 2011-12 | Sacramento | 35  | 9   | 18.4 | .370 | .000 | .638 | 5.1  | .6  | .5  | .5  | 4.7  |
| 2011-12 | Portland   | 19  | 10  | 31.6 | .543 | .000 | .645 | 8.3  | 1.2 | .6  | .9  | 15.1 |
| 2012-13 | Portland   | 80  | 80  | 29.0 | .562 | .000 | .679 | 10.4 | 1.1 | .6  | .6  | 12.7 |
| 2013-14 | Denver     | 69  | 52  | 26.9 | .508 | .000 | .517 | 9.2  | 1.4 | .7  | .7  | 11.8 |
| 2014-15 | Denver     | 73  | 8   | 19.3 | .475 | .000 | .577 | 6.2  | .8  | .5  | .5  | 7.6  |
| 2015-16 | Denver     | 20  | 9   | 15.3 | .505 | .000 | .458 | 4.4  | .8  | .5  | .6  | 6.9  |
| 2015-16 | Washington | 15  | 0   | 8.7  | .543 | .000 | .432 | 3.0  | .5  | .3  | .1  | 4.6  |
| Total   |            | 534 | 307 | 22.3 | .505 | .000 | .617 | 6.8  | .8  | .5  | .6  | 9.5  |

### Playoffs
| Ano   | Equipe    | PJ | PT | MPP | %TC  | %3P  | %TL  | RPP | APP | ROB | TPP | PPP |
| ----- | --------- | -- | -- | --- | ---- | ---- | ---- | --- | --- | --- | --- | --- |
| 2010  | Cleveland | 11 | 0  | 7.2 | .626 | .000 | .688 | .8  | .1  | .0  | .0  | 3.5 |
| Total | Total     | 11 | 0  | 7.2 | .626 | .000 | .688 | .8  | .1  | .0  | .0  | 3.5 |